# Euphorbia viguieri
Euphorbia viguieri är en törelväxtart som beskrevs av Marcel Denis. Euphorbia viguieri ingår i släktet törlar, och familjen törelväxter.

## Underarter
Arten delas in i följande underarter:
- E. v. ankarafantsiensis
- E. v. capuroniana
- E. v. tsimbazazae
- E. v. viguieri
- E. v. vilanandrensis

## Bildgalleri

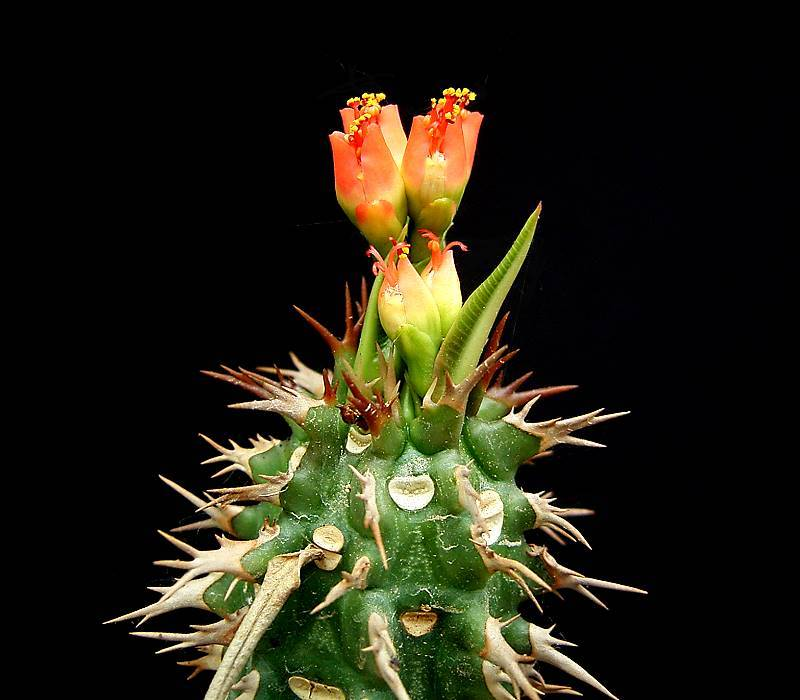
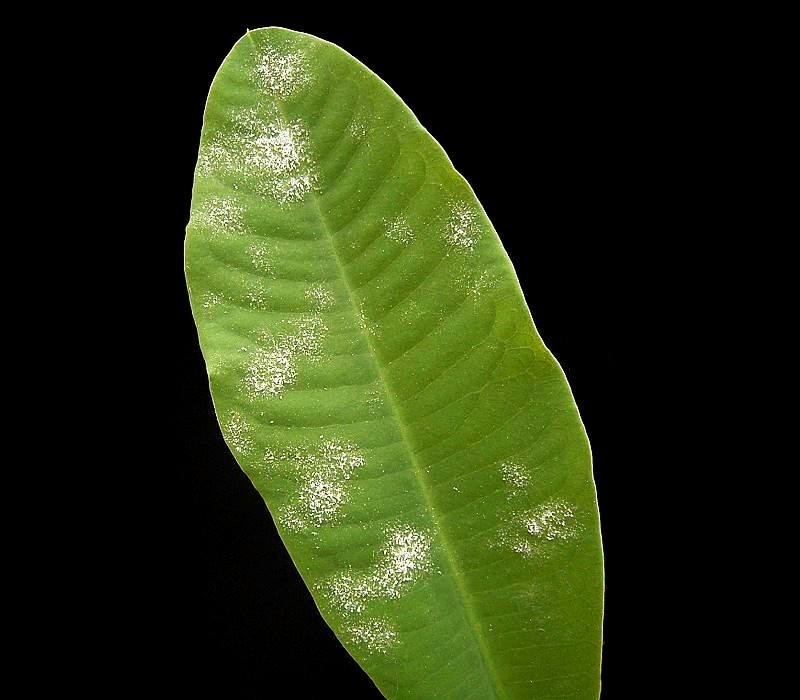
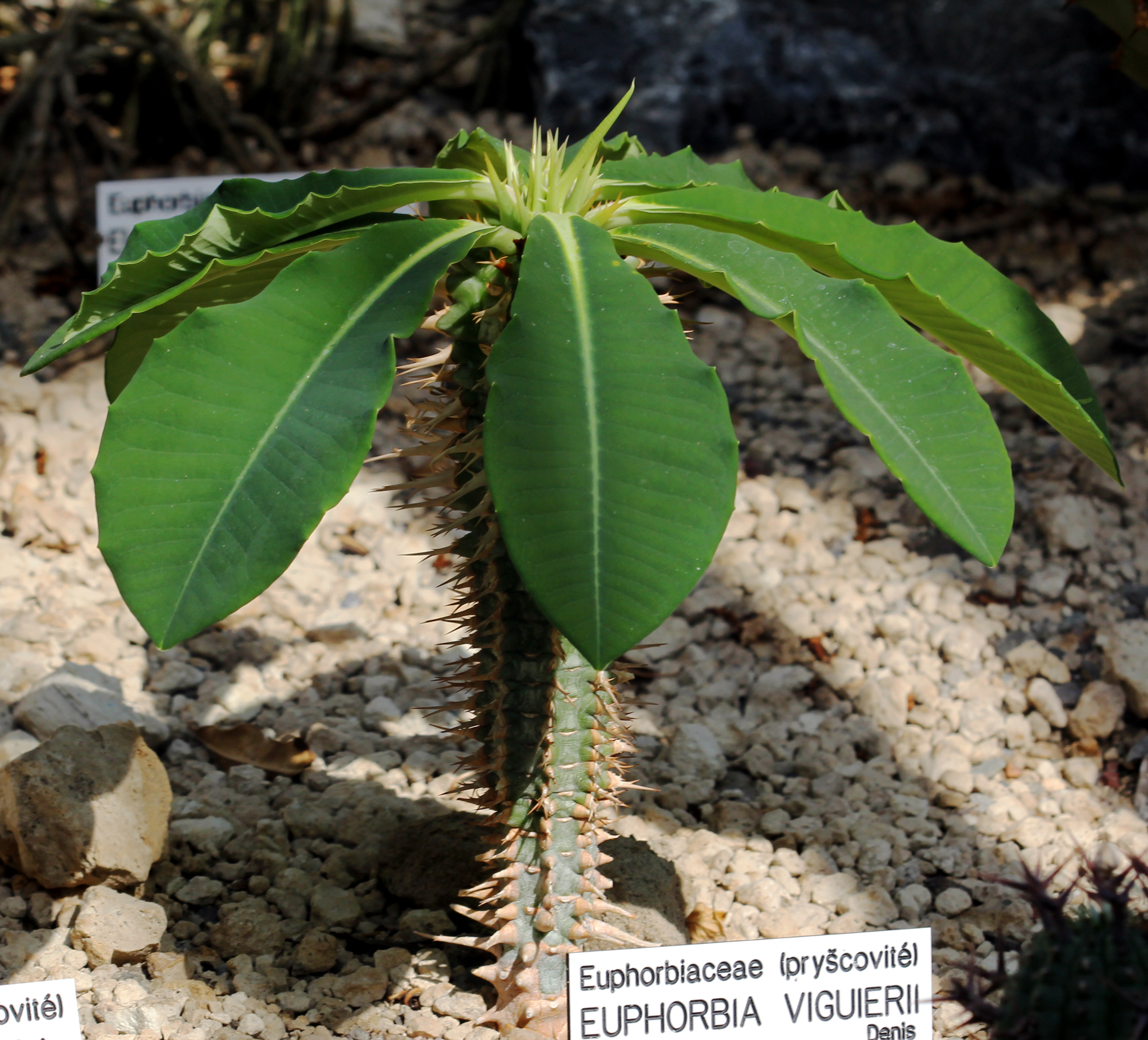
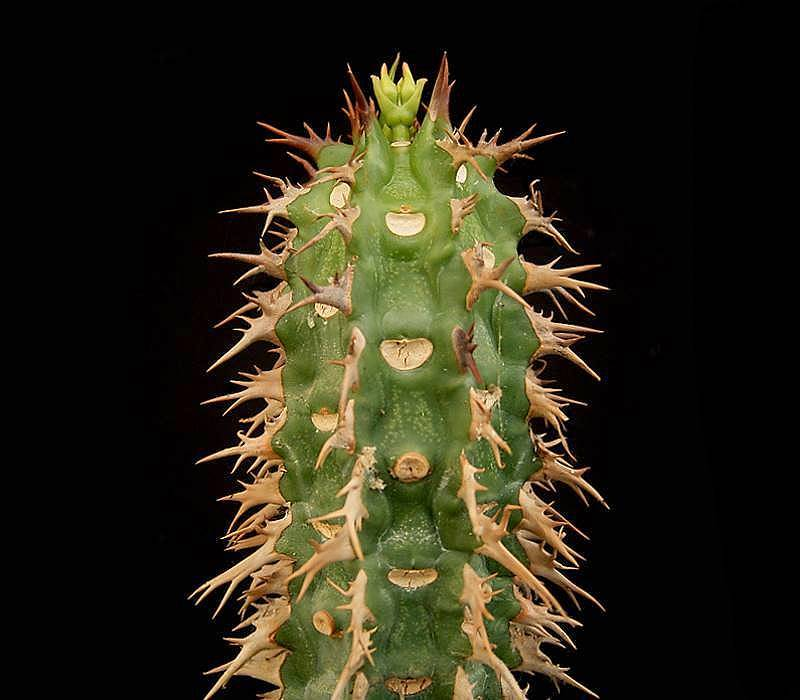
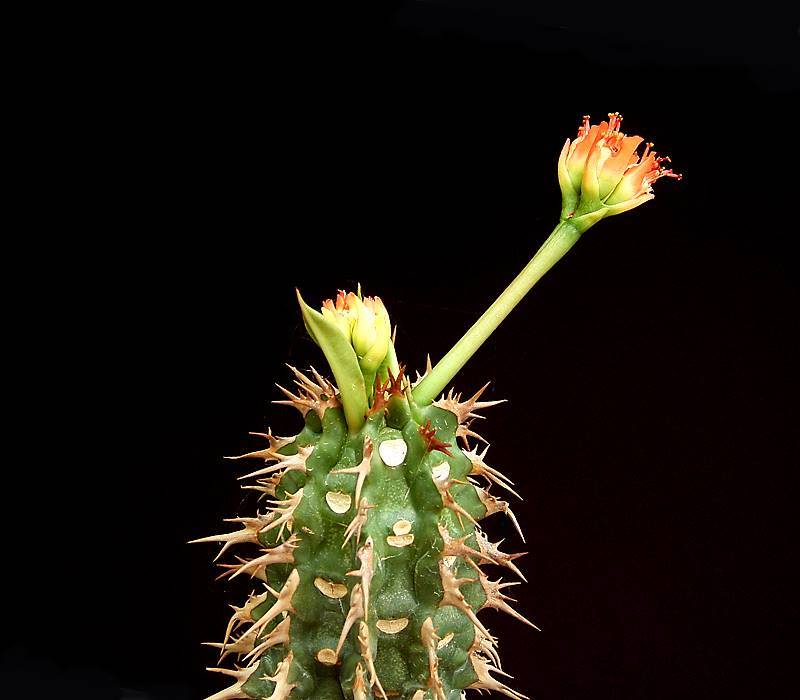
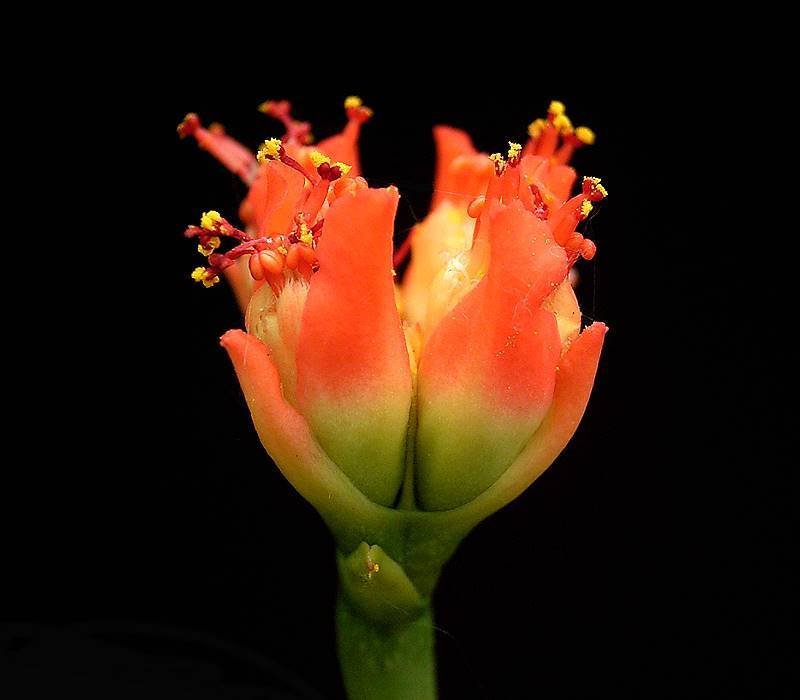